# Kościół św. Mikołaja BW w Maluszynie
Kościół św. Mikołaja BW w Maluszynie – rzymskokatolicki kościół parafialny parafii pod tym samym wezwaniem znajdujący się w Maluszynie w województwie łódzkim. Kościół zlokalizowany jest w centrum wsi, na wysokiej skarpie nad lewym brzegiem Pilicy.

## Historia
W miejscu obecnego kościoła istniały wcześniej świątynie drewniane. Nie wiadomo, kiedy powstał pierwszy kościół. W Liber beneficiorum Łaskiego z lat 1511–1521 jest on wymieniany jako istniejący (mógł powstać nawet sto lat wcześniej, kiedy już istniała parafia). Kościół ten musiał zostać zniszczony lub rozebrany jeszcze w XVI w., ponieważ w 1562 nowy drewniany ufundował Paweł Pukarzewski, dziedzic maluszyński. Kościół ten wymieniany pod wezwaniem Krzyża św. i św. Mikołaja istniał do pożaru w 1677. W 1680 wystawiono staraniem proboszcza Stanisława Białoczyńskiego nowy kościół, również drewniany. Na początku lat siedemdziesiątych XVIII w. proboszcz maluszyński Jakub Kochankiewicz rozpoczął budowę obecnego murowanego kościoła, otaczając murami istniejący kościół drewniany. Ksiądz Kochankiewicz zmarł przed ukończeniem budowy kościoła. Budowę kontynuował jego następca. W 1777 doszło do pożaru, na skutek czego spłonął kościół drewniany. Ocalały mury oraz prezbiterium z zakrystią. W 1787 kolejny proboszcz Eleuntery Miechowicz dokończył budowę kościoła nakrywając go dachem wraz z sygnaturką. Kościół nie został od razu konsekrowany, a jedynie 27 grudnia 1787 benedykowany (pobłogosławiony).
W 1861 przeprowadzono gruntowną renowację ołtarza głównego. Wkrótce po tym, w 1870, przeprowadzono ogólny remont świątyni. W 1903 dokonano rozbudowy wraz z generalnym remontem. Po nim, podczas tygodniowej wizytacji parafii biskup kujawsko-kaliski Stanisław Zdzitowiecki w dniu 17 września 1903 dokonał konsekracji kościoła. Była ona połączona z poświęceniem nowo wykonanych stacji drogi krzyżowej, ufundowanych przez Józefa Ostrowskiego.
Kościół ulegał zniszczeniom w czasie działań wojennych II wojny światowej. Szczególnie ucierpiała południowa kaplica i dach. Kościół wkrótce po wojnie został wyremontowany staraniem ks. Henryka Antkiewicza. W 1968 wymieniono dachówki, a w 1988 odnowiono wnętrze nadając świątyni współczesny wygląd.

## Architektura i wyposażenie
Świątynia jest budowlą bezstylową, jednonawową z transeptem, orientowaną, wybudowaną na planie krzyża, z prostokątnym prezbiterium. Od strony zachodniej znajdują się dwie masywne niedokończone wieże, jedna z nich pełni funkcję dzwonnicy. Kaplice boczne, naprzeciwległe tworzą transept. Kościół pokryty jest dachem dwuspadowym z wieżyczką sygnaturki na skrzyżowaniu naw. Nawa główna zwieńczona jest płaskim sufitem, natomiast prezbiterium wieńczy sklepienie krzyżowe, a nawy boczne sklepienia kolebkowe z lunetami. Nad wejściem balkon chórowy z organami.
Na wystrój świątyni składają się przede wszystkim:
- rokokowy ołtarz główny ze słynącym łaskami obrazem Matki Boskiej Pocieszenia,
- dwa ołtarze boczne z obrazami św. Mikołaja i Najświętszego Serca Pana Jezusa,
- bogato zdobiona ambona z alegorią Dekalogu,
- zabytkowa chrzcielnica w kształcie łodzi z drugiej połowy XVIII w.[6],
- terakotowe stacje drogi krzyżowej z początku XX w.

Najcenniejszym zabytkiem kościoła jest ołtarz główny z cudownym obrazem Matki Boskiej Pocieszenia oraz dwiema późnogotyckimi rzeźbami św. Jana Chrzciciela oraz św. Mikołaja. O kulcie Maryi w tym miejscu świadczą liczne wota, zawieszone kiedyś na obrazie, a od czasu ostatniej renowacji (pod koniec lat osiemdziesiątych XX w.) obok niego, a także główna uroczystość odpustowa kościoła przypadająca nie w dniu patrona parafii, ale 8 września czyli w Uroczystość Narodzenia NMP. Do cennych zabytków ruchomych świątyni należą liczne obrazy, rzeźby oraz feretrony procesyjne pochodzące z różnych okresów.